# Placówka Straży Granicznej II linii „Czersk”
Placówka Straży Granicznej II linii „Czersk” – jednostka organizacyjna Straży Granicznej pełniąca służbę wywiadowczą na granicy państwowej w okresie międzywojennym.

## Formowanie i zmiany organizacyjne
Rozporządzeniem Prezydenta Rzeczypospolitej Polskiej Ignacego Mościckiego z 22 marca 1928 roku, do ochrony północnej, zachodniej i południowej granicy państwa, a w szczególności do ich ochrony celnej, powoływano z dniem 2 kwietnia 1928 roku Straż Graniczną.
Rozkazem nr 2 z 19 kwietnia 1928 roku w sprawie organizacji Pomorskiego Inspektoratu Okręgowego dowódca Straży Granicznej gen. bryg. Stefan Pasławski określił strukturę organizacyjną komisariatu SG „Szprudowo”. Placówka Straży Granicznej II linii „Czersk” znalazła się w jego strukturze gospodarczej. Pod względem służbowym podlegała inspektorowi okręgowemu
Rozkazem nr 12 z 10 stycznia 1930 roku  w sprawie reorganizacji Pomorskiego Inspektoratu Okręgowego komendant Straży Granicznej płk Jan Jur-Gorzechowski ustalił nową organizację komisariatu SG „Nowe”. Placówka SG II linii „Czersk” weszła w jego skład. 
Rozkazem nr 2 z 4 czerwca 1932 roku w sprawach organizacyjnych komendant Straży Granicznej płk Jan Jur-Gorzechowski zniósł placówkę II linii „Czersk”.